# Joodse begraafplaats (Tiel)
De Joodse begraafplaats van Tiel is gelegen aan de Voor de Kijkuit. De begraafplaats, het toegangshek en het metaheerhuisje zijn rijksmonumenten.
Volgens de beschrijving in het register van rijksmonumenten is hij van architectuurhistorische, stedenbouwkundige en cultuurhistorische waarde en een gaaf voorbeeld van een negentiende-eeuwse Joodse begraafplaats.

## Geschiedenis
De joodse gemeente van Tiel was in de eerste helft van de negentiende eeuw een van de grootste van Gelderland. Tot 1828 werden Tielse joden begraven in Buren, Wageningen en Culemborg. In 1827 werd grond voor een begraafplaats aangekocht in Santwijck. In 1868 werd deze uitgebreid, en werd de toegang van de Visserstraat verplaatst naar Voor de Uitkijk.
In 1876 werden de bouw van een metaheerhuis en de muur rond de begraafplaats aanbesteed en in 1877 vond op de uitbreiding de eerste begrafenis plaats. Op de pilaren aan weerszijden van het in 1868 gebouwde toegangshek zijn in het Hebreeuws Ezechiël 37:12 en Jesaja 26:19 te lezen. Rond 1930 vond de eerste begrafenis van een volwassene plaats op de plek waar tot 1876 de voormalige ingang en het oude metaheerhuisje stonden. Toen ook dat deel vol dreigde te raken werd de gemeente verzocht uit te mogen breiden. Omdat ze geen vergunning kreeg voor verdere uitbreiding, kocht de Joodse Gemeente in 1935 de particuliere begraafplaats van de Rotterdamse familie Beem aan de Meersteeg te Geldermalsen. Bij het opheffen van de Joodse Gemeente Tiel in 1987 en het in de negentiger jaren scheiden en vervolgens verkopen van een deel van het perceel kon de begraafplaats alsnog worden uitgebreid.

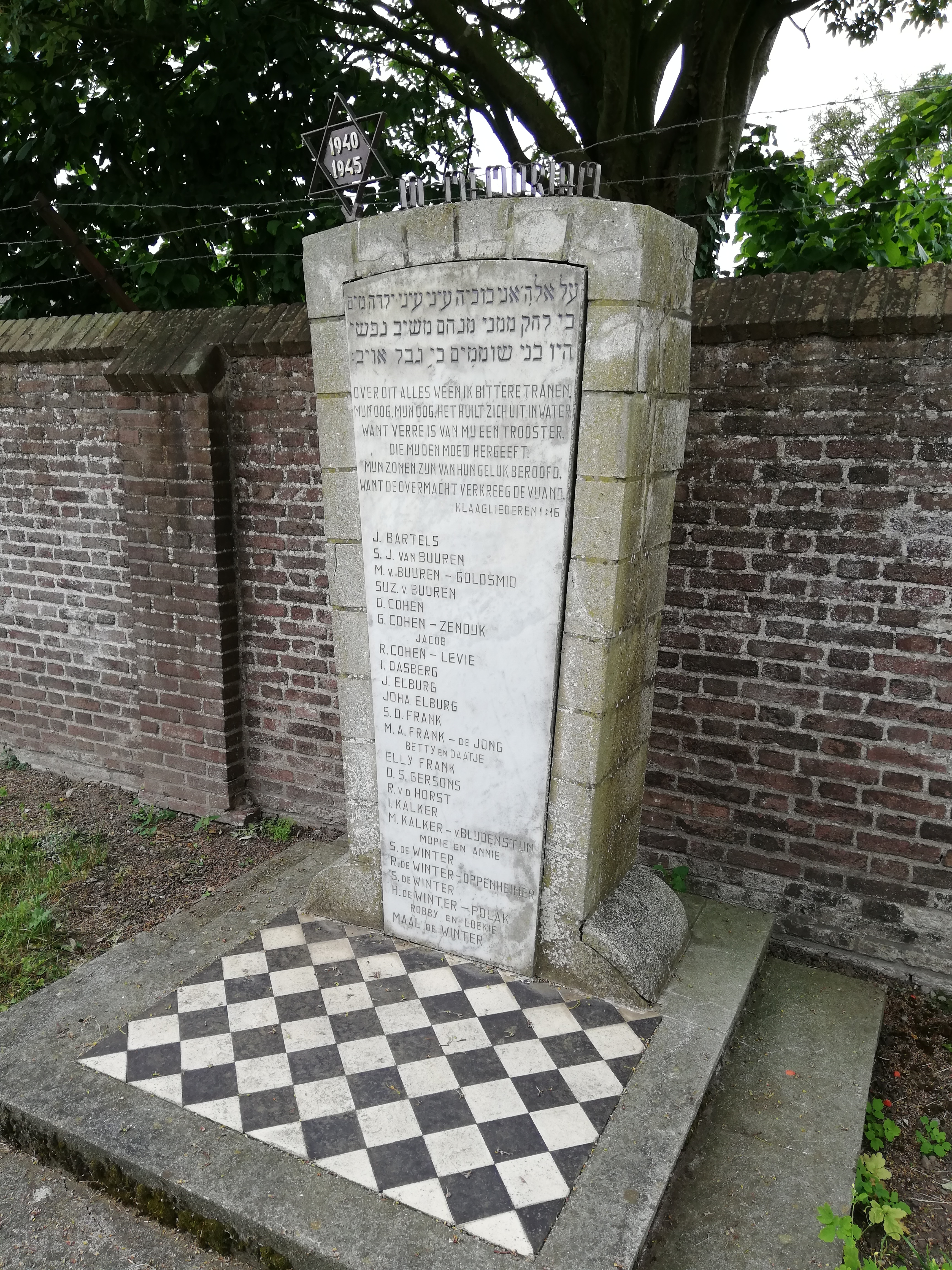
Herdenkingsmonument

In de jaren 1942-1944 is een groot deel van de Tielse joodse gemeenschap weggevoerd en omgebracht. Ter herinnering aan hen bevindt zich nabij het metaheerhuis een in 1950 tot stand gebracht herdenkingsmonument. Het is een bakstenen zuil met een natuurstenen gedenkplaat, waarop de volgende tekst staat:
Over dit alles ween ik bittere tranen,
mijn oog, mijn oog het huilt zich uit in water,
want verre is van mij een trooster,
die mij den moed hergeeft.
Mijn zonen zijn van hun geluk beroofd,
want de overmacht verkreeg de vijand.
Klaagliederen 1:16.
Daaronder staan de namen van 29 leden van de Joodse gemeente Tiel die werden omgebracht.

## Metaheerhuis
In 2018 is het in 1877 gebouwde metaheerhuis geheel gerenoveerd. Er is vervolgens een expositie ingericht waarin aandacht wordt besteed aan het Joodse verleden in Tiel. Daarnaast wordt een aantal objecten getoond dat van oudsher in een metaheerhuis aanwezig zijn. Het oudste zijn de baar en de bokken met daarop een met zink beklede kist waarin het stoffelijk overschot werd gelegd bij de rituele wassing. Bijbehorend zijn twee emmers en nappen alsmede een groot metalen vat dat waarschijnlijk werd gebruikt voor het opvangen van het gebruikte water.
Op de baar staan in het Hebreeuws de teksten 'In het jaar van het verrichten van liefdadigheid 1789 / 1790' en 'Moge haar rots haar behoeden en leven schenken - Joodse Gemeente Tiel'. Daaruit zou kunnen worden opgemaakt dat Tiel al voor 1800 een Joodse Gemeente kende. Ook is de peilstok voor het meten van de diepte van het graf bewaard gebleven. Uit dezelfde periode dateren enkele gebedsborden terwijl de lezenaar in 1838 is gemaakt. Aan beide kanten van de entree staat een fonteintje: het een dateert van rond 1876 en het andere is voor een deel vroeg 17e-eeuws. Net als de eerste steen uit 1837 is dat bewaard gebleven na de verbouwing van de voormalige Tielse synagoge tot moskee.

## Enkele bekende begravenen
- David Hes (1798-1878), moheel (besnijder) en leider van de Joodse Gemeente
- Asser Hirsch (1830 - 1908), onderwijzer en eigenaar van het 'Instituut Hirsch, kostschool voor Israëlitische Jonge Heeren'
- Benjamin David Gersons (1843-1889), handelaar
- Maurits Samuël van Blijdesteijn (1906-1986), winkelier, eigenaar modehuis Blijdesteijn
- Benjamin Manassen (1872-1937), slager
- Bernard van Weenen (1841-1908), drager van de Militaire Willems-Orde 4e Klasse (Atjeh) en sigarenfabrikant